# Marco Atilio Régulo
Marco Atilio Régulo (en latín, Marcus Atilius M. f. L. n. Regulus; c.307 a. C. - 250 a. C.) fue un general romano de origen plebeyo, cónsul en dos ocasiones: 267 a. C. y 256 a. C. famoso por su actuación y muerte durante la primera guerra púnica.

## Primer consulado
Durante su primer mandato consular, en 267 a. C., derrotó, junto a su colega Lucio Julio Libón, a los salentinos, y capturó Brundisium (hoy Bríndisi), un puerto importante que dio a los romanos el control de la desembocadura del mar Adriático y fue el más cercano a la costa de Grecia., el próximo objetivo de las intenciones expansionistas de una Roma que ya estaba apuntando a nuevos territorios en la llanura de Padania e Iliria. Fruto de esta victoria, obtuvo el honor de un triunfo.

## Segundo consulado

### Batalla del Cabo Ecnomo
Once años después, en el año 256 a. C. durante el noveno año de la primera guerra púnica, fue cónsul por segunda vez, teniendo a Lucio Manlio Vulsón Longo de colega, y elegido en el lugar de Quinto Cedicio que había muerto poco después de asumir la magistratura consular. Los romanos habían decidido hacer un enorme esfuerzo para concluir la guerra; en consecuencia resolvieron invadir África con una gran fuerza de trescientos treinta buques y 140 000 hombres. Los dos cónsules embarcaron las legiones en Sicilia y se hicieron a la mar rumbo al continente africano.
Los cartagineses trataron de detener esta operación con una flota igualmente poderosa (alrededor de 350 barcos con 150 000 marineros),
bajo el mando de Amílcar y Hannón, que estaba emboscada en Heraclea Minoa. Tan pronto avistaron a la flota romana, a la altura del cabo Ecnomo, salieron a su encuentro. En la batalla que siguió, llamada batalla del Cabo Ecnomo, los romanos salieron victoriosos. Perdieron sólo veinticuatro buques y destruyeron treinta de los enemigos; además tomaron sesenta y cuatro navíos con todos sus tripulantes.

### Desembarco en África y primeras acciones
El pasaje a África estaba despejado y la flota cartaginesa se apresuró a defender la capital. Los romanos, sin embargo, decidieron no navegar directamente hacia Cartago, sino desembarcar en la costa oriental, cerca de la ciudad de Clypea o Aspis, capturándola y estableciendo allí su cuartel general. Desde allí organizaron expediciones de saqueo por toda la campiña cartaginesa, entre las que se menciona el asedio de Garaetium por el legado Calpurnio Craso, recogiendo en ellas un importante botín. Cuando se aproximaba el invierno, el cónsul Manlio regresó a Roma por orden del Senado, mientras que Régulo permaneció en territorio púnico con el resto de las tropas para proseguir las operaciones. 
Marco Atilio llevaba las operaciones con la mayor energía, a lo que había de sumar la incompetencia de los generales cartagineses. El enemigo había reunido una fuerza considerable que confió a tres comandantes: Asdrúbal, Bostar y Amílcar, pero estos generales evitaban las llanuras, donde su caballería y los elefantes les habrían dado ventaja sobre el ejército romano, y se retiraron a las montañas.

### Batalla de Adís
En los montes cerca de Adís, los cartagineses fueron atacados por Régulo y derrotados con grandes pérdidas; 15 000 hombres se dice que habrían muerto en la batalla y 5000 hombres con dieciocho elefantes habrían sido capturados. Las tropas cartaginesas se retiraron dentro de las murallas de Cartago y Régulo ahora invadió el país sin oposición. 
Numerosas ciudades cayeron en poder de los romanos, llegando Régulo a acercarse a una distancia de sólo veinte kilómetros de la capital. Para añadir angustia a los cartagineses, los númidas aprovecharon la oportunidad para rebelarse. Sus bandas errantes completaban la devastación del país. Los cartagineses, en su desesperación, enviaron a un emisario a Régulo solicitando la paz. Pero el general romano, que estaba embriagado con el éxito y, subestimando las fuerzas cartaginesas, sólo se las concedía en términos tan intolerables que los cartagineses decidieron continuar la guerra hasta las últimas consecuencias.

### Derrota en los llanos del Bagradas
En medio de la angustia y alarma de los cartagineses, la solución les llegó de un lugar inesperado. Entre los mercenarios griegos que acababan de llegar de Cartago, había un lacedemonio llamado Jantipo que parece que ya había adquirido alguna pequeña reputación militar, aunque su nombre no se menciona con anterioridad. 
Él señaló a los cartagineses que su derrota se debió a la incompetencia de sus generales y no a la superioridad de las armas romanas. Con la confianza del pueblo, fue inmediatamente puesto a la cabeza de las tropas. Basándose en una caballería de 4000 jinetes y 100 elefantes, Jantipo marchó hacia campo abierto para hacer frente al enemigo y, aunque sus fuerzas eran muy inferiores en número a los romanos, derrotó completamente a Régulo en los llanos del río Bagradas. 30 000 legionarios romanos fueron muertos y apenas 2000 escaparon a Clypea. El mismo Régulo fue hecho prisionero junto con 500 romanos más. Este hecho aconteció en el año 255 a. C.

## Cautiverio y muerte
Régulo permaneció cautivo durante los siguientes cinco años hasta 250 a. C., cuando los cartagineses, después de su derrota en la batalla de Palermo, enviaron una embajada a Roma para solicitar la paz o, por lo menos, un intercambio de prisioneros. Permitieron que Régulo acompañara a los embajadores con la promesa de que podría regresar a Roma si sus propuestas eran aceptadas, pensando que él podría convencer a sus compatriotas sobre un acuerdo de un intercambio de prisioneros con el fin de obtener su propia libertad. 
La embajada de Régulo es uno de los relatos más célebres de la historia romana. Los cronistas y poetas relatan que Régulo al principio se negó a entrar en la ciudad como un esclavo de los cartagineses; después, no quiso dar su opinión en el Senado, porque había cesado (debido a su cautiverio) de ser un miembro de este ilustre órgano; finalmente, cuando sus compatriotas le permitieron hablar, trató de disuadir al Senado de aceptar una paz o incluso a un intercambio de prisioneros; y cuando los vio vacilantes, les dijo que los cartagineses le habían dado un veneno lento, que pronto pondría fin a su vida; y como, finalmente, el Senado negó aceptar la oferta de los cartagineses, se opuso firmemente a las opiniones de sus amigos de permanecer en Roma y regresó a Cartago en su condición de prisionero. 
A su llegada a Cartago, se dice que fue condenado a muerte en medio de las torturas más atroces. Se relata que fue puesto en un cofre cubierto en el interior con clavos de hierro, donde pereció. Otros escritores afirman además, que después de que sus párpados hubieran sido cortados, fue arrojado primero a un cuarto oscuro y luego, de repente, expuesto a los rayos de un sol ardiente. Cuando la noticia de la muerte bárbara de Régulo llegó a Roma, el Senado se dice que dio a Amílcar y Bostar, dos de los generales cartagineses presos, a la familia de Régulo para que se vengaran en ellos con crueles tormentos.
Esta historia convirtió a Régulo en prototipo de la resistencia heroica, puesto de ejemplo para posteriores generaciones de romanos. Muchos historiadores dudan de su veracidad, al carecer de pruebas fidedignas (el mismo Polibio guarda silencio). Quizá se tratara de una historia inventada por analistas romanos para infundir moral a las tropas y alimentar el odio a Cartago, excusando así el cruel trato a los prisioneros cartagineses.